# Catedral de San Sifredo (Carpentras)
La catedral de San Sifredo de Carpentras o simplemente catedral de Carpentras (en francés: Cathédrale Saint-Siffrein de Carpentras) es una iglesia católica en Carpentras, Provenza, al sur de Francia.
La iglesia fue construida en el siglo XV por orden de Benedicto XIII de Aviñón. El sitio solía ser una catedral católica. La construcción comenzó en 1409 y continuó durante 150 años, con siete arquitectos diferentes trabajando en el edificio. La entrada principal fue construida entre  1512 y 1514, luego modificada cien años más tarde, y luego remodelada nuevamente entre 2000 y 2002. La torre fue construida a principios del siglo XX. El edificio de la catedral es un monumento nacional de Francia.
Hasta el siglo XIX la catedral de Carpentras fue la sede de los obispos de Carpentras, a uno de los cuales, san Sifredo (Saint Siffrein), fue dedicada la iglesia. Sin embargo, la diócesis fue abolida tras el Concordato de 1801 y añadida a la diócesis de Aviñón. La catedral obtuvo entonces su actual estatus.
Nicolas Saboly, un poeta y compositor provenzal, sirvió como «maître de chapelle» de la catedral entre 1639 y 1643 y Louis Archimbaud como organista de la de 1727 a 1789.

## Galería de imágenes

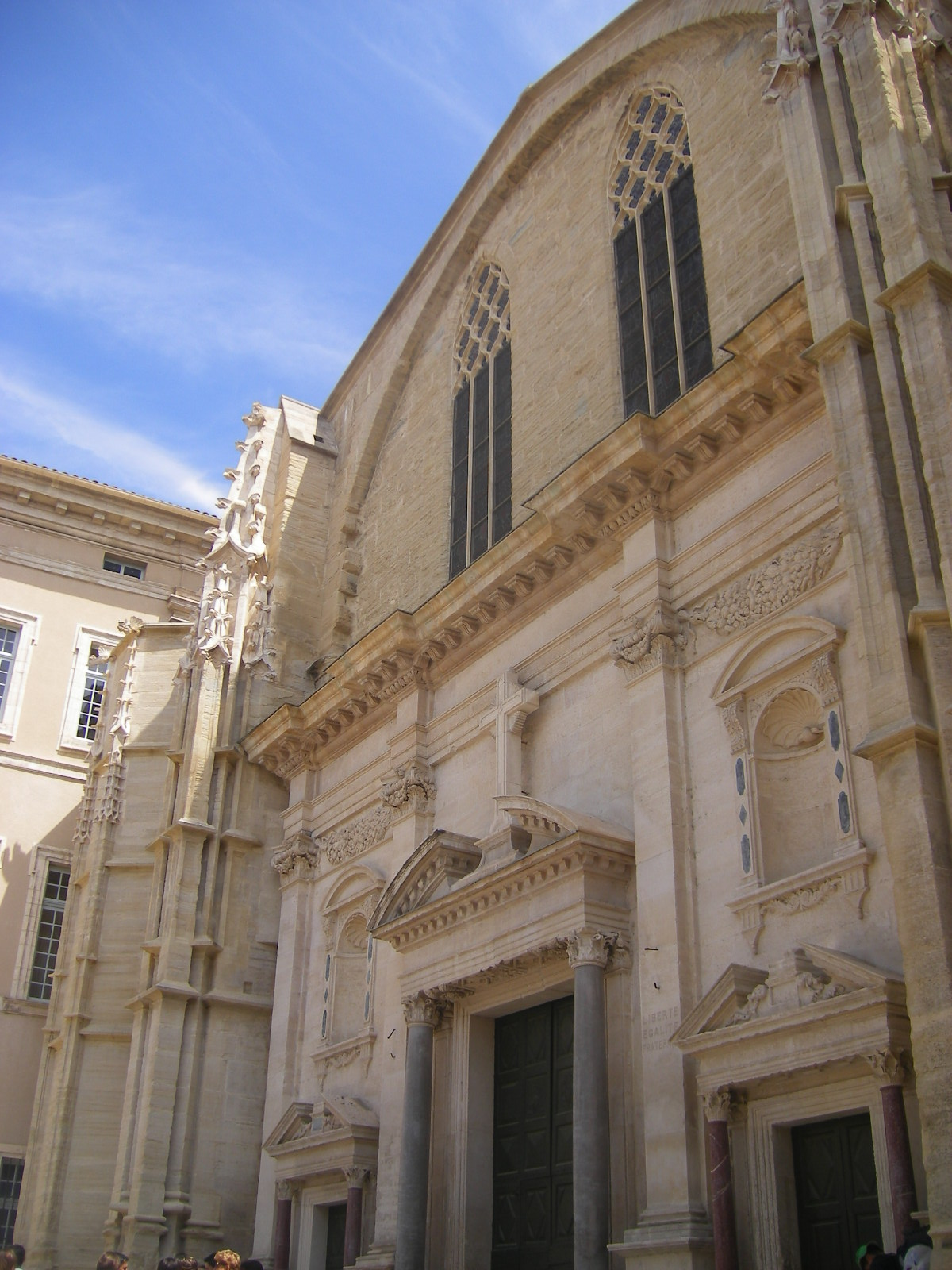
Fachada oeste: alzado en dos pisos y orden  tripartito (portales con frontones quebrados flanqueados por columnas de mámol con capíteles corintios)
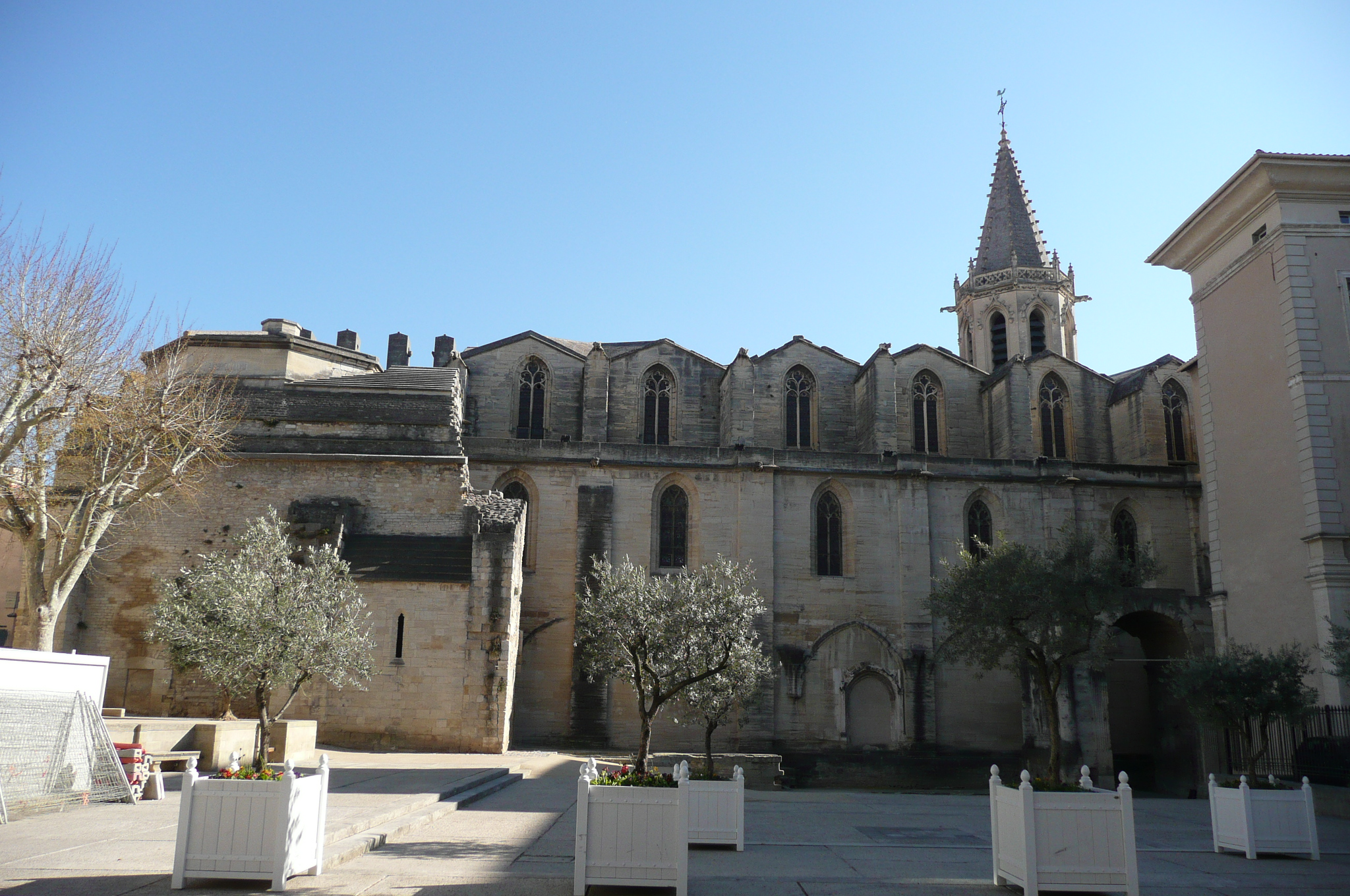
Fachada norte, con las ruinas de la catedral románica
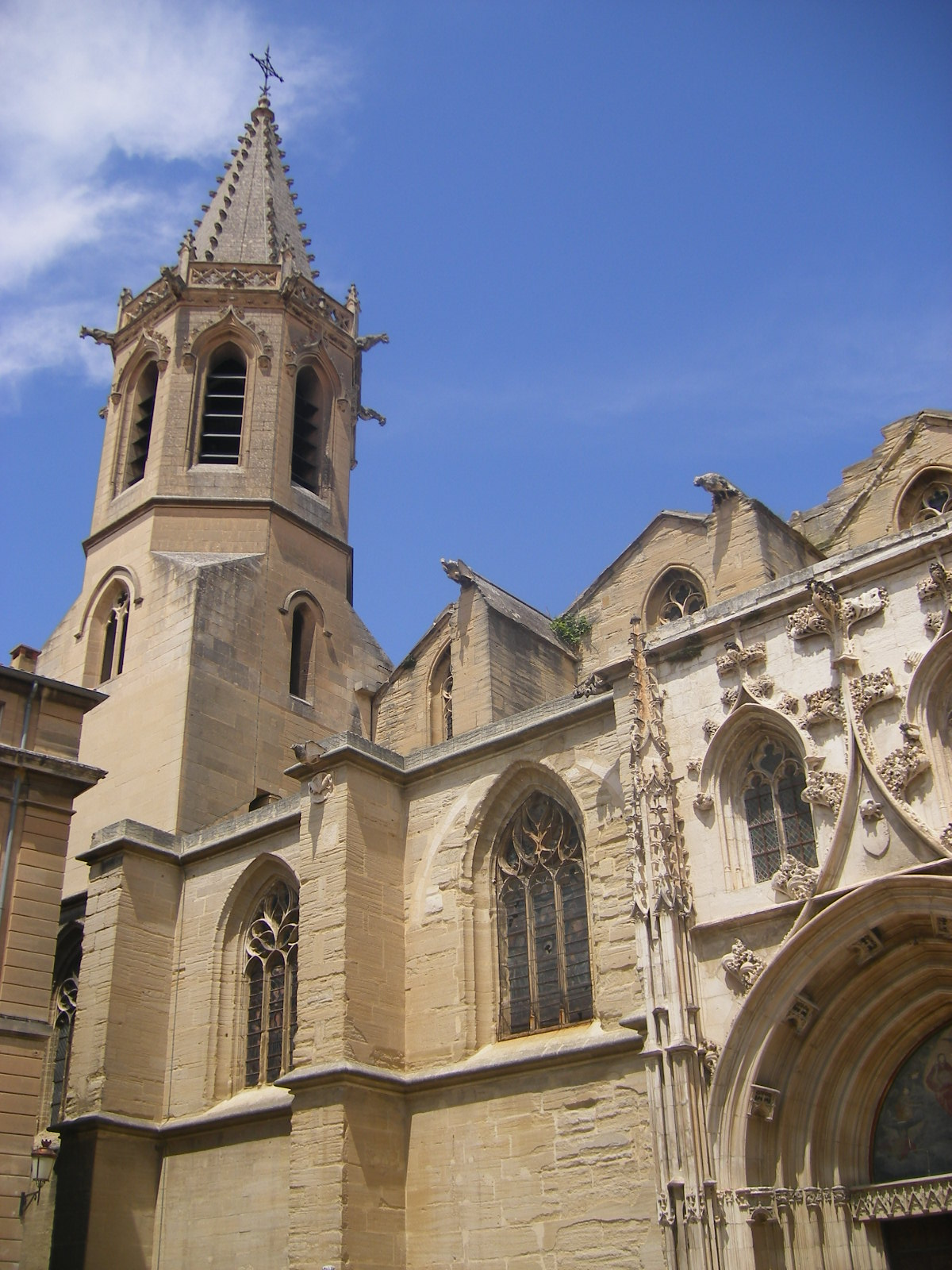
Campanario de 58 m (de 1899 a 1902) y fachada sur
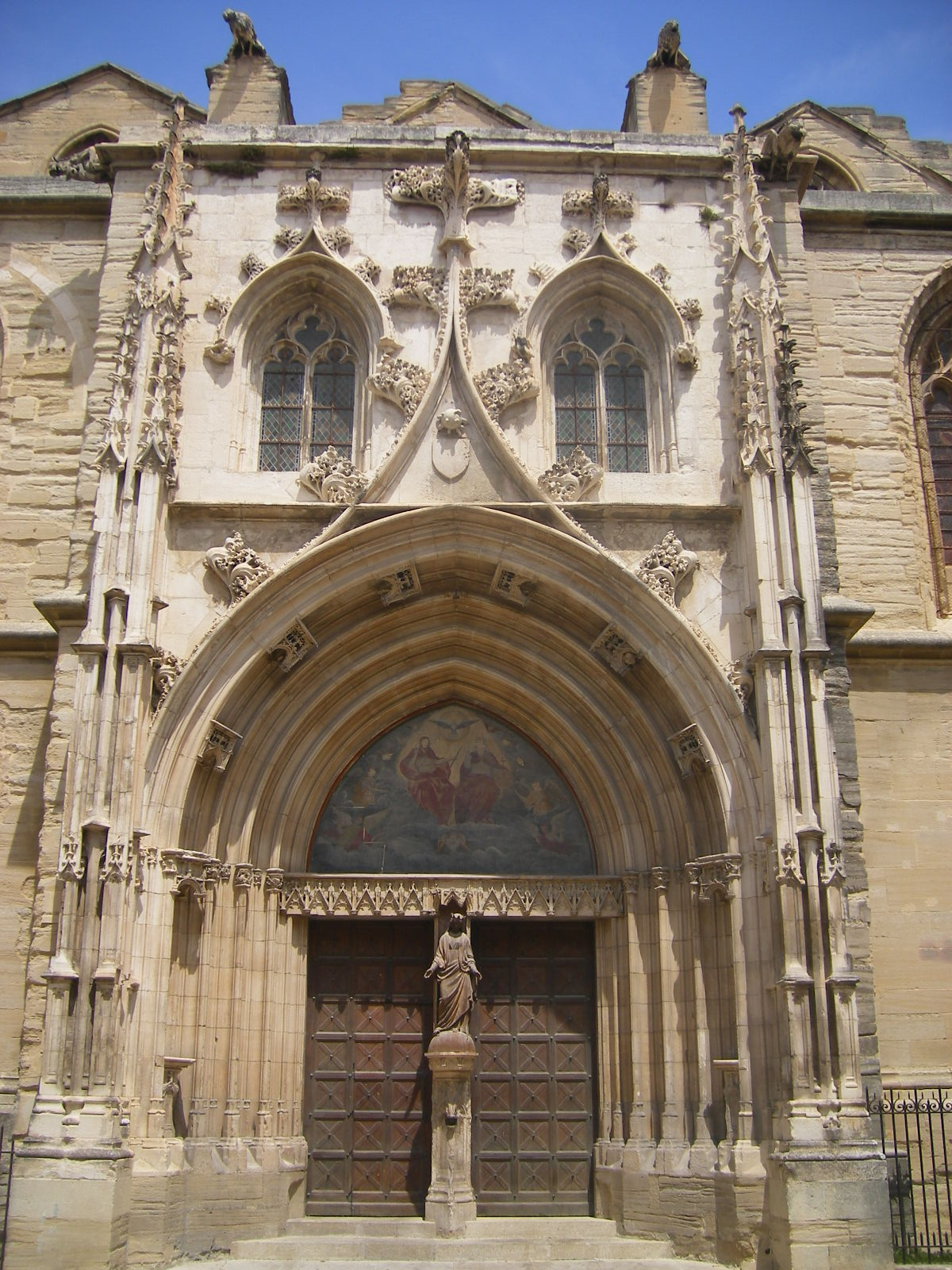
«Porte juive» con el tímpano de la Sainte Trinité (XVI})

## Véase también

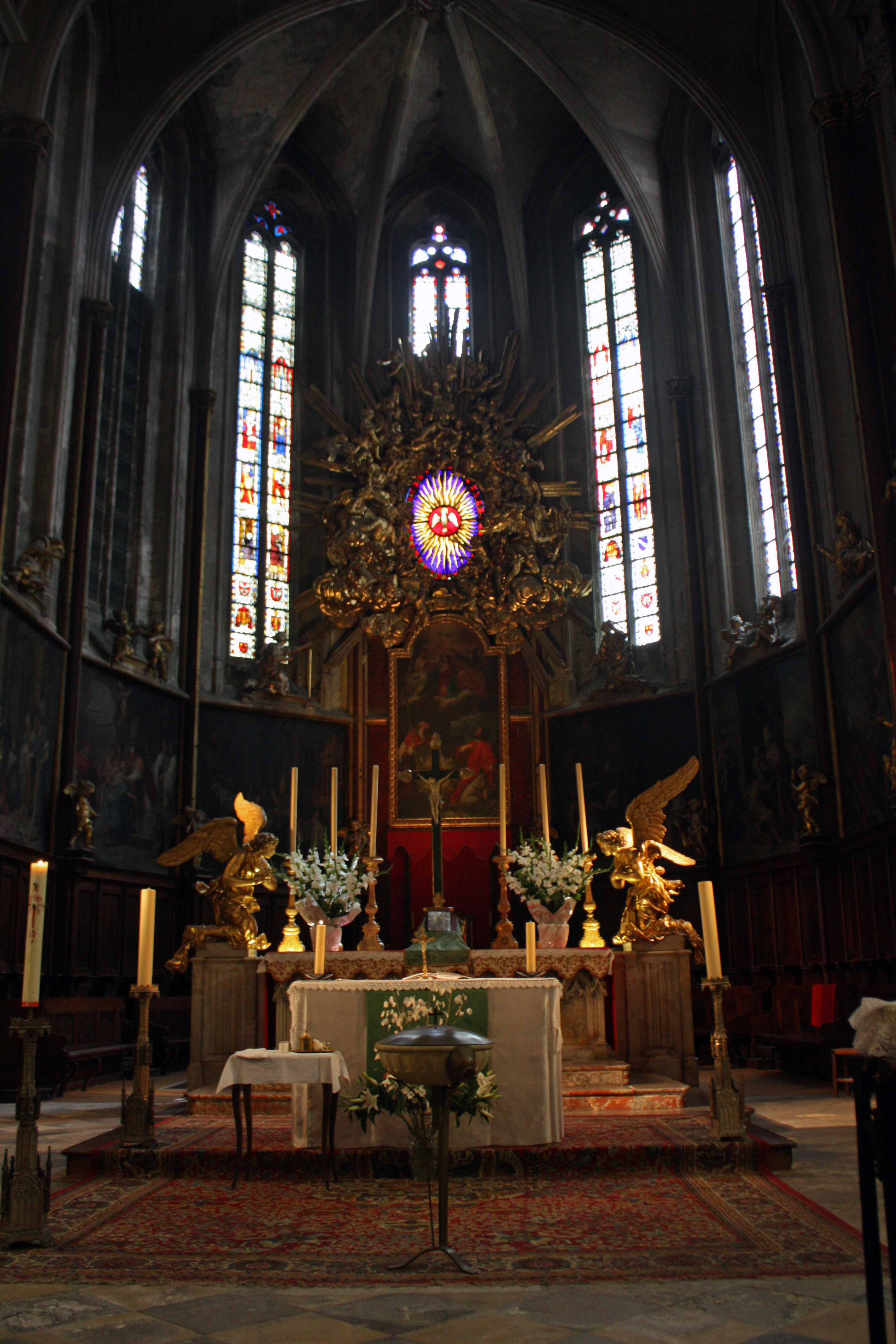
Vista interna